# Renholmen
Renholmen är en ort i Byske socken i Skellefteå kommun belägen fyra mil norr om Skellefteå och fyra mil söder om Piteå. Orten klassades fram till år 2000 som en småort
Bebyggelsen växte fram som en industriort kring den ångsåg som anlades här 1890. Sågen var för tiden modern och motorerna som drev sågens maskiner drev också en generator som levererade ström till elektriska lok som hanterade materialet. I samband med konkurser och lågkonjunktur under 1920-talet lades sågen ner 1930.